# Moritz von Schirmeister
Moritz Augustus Konstantin von Schirmeister (* 12. August 1901 in Mülhausen im Elsass; † nach 1961) war ein deutscher Journalist und Staatsbeamter. Er wurde vor allem bekannt als ranghoher Mitarbeiter von Joseph Goebbels im Reichsministerium für Volksaufklärung und Propaganda (RMVP) in den Jahren 1933 bis 1945.

## Leben und Wirken
Während der Weimarer Republik arbeitete Schirmeister als Journalist bei der Schlesischen Zeitung und bei einer Zeitung in Braunschweig. 1931 trat er in die NSDAP (Mitgliedsnummer 672.910) ein. Schirmeister war zudem Mitglied der SS (SS-Nummer 267.235), 1940 im Rang eines Hauptsturmführers.
Mit Beginn der Zeit des Nationalsozialismus 1933 wurde Schirmeister von Joseph Goebbels ins neu gegründete Ministerium für Volksaufklärung und Propaganda in Berlin berufen. Dort gehörte er – zuerst im Rang eines Regierungsrates, später als Oberregierungsrat – von 1938 bis 1943 als Goebbels’ persönlicher Pressereferent (Presseadjutant) zu dessen engsten Mitarbeitern. Unterbrochen wurde Schirmeisters Tätigkeit im Propagandaministerium zwischen 1933 und 1943 lediglich durch eine mehrmonatige Teilnahme als Soldat am Russlandfeldzug 1941, aus dem er bereits am 16. Januar 1942 in seine alte Stellung im Ministerium zurückkehrte. Am 1. Juli 1943 wurde Schirmeister als Pressereferent durch Wilfred von Oven abgelöst. Als Pressereferent war Schirmeister ein maßgeblicher Ratgeber und Informations-Zuspieler Goebbels’. Außerdem führte er in den Kriegsjahren Protokoll bei den meisten Ministerialkonferenzen und gab mehrere Sammelbände mit Nachdrucken von Goebbels’ Reden und Aufsätzen heraus. Anschließend war er bis Anfang April 1944 Persönlicher Referent des Staatssekretärs Leopold Gutterer im RMVP. Ab Juli 1944 war Schirmeister bei der Wehrmachtauskunftstelle für Kriegerverluste und Kriegsgefangene (WASt) tätig.
1945 wurde Schirmeister von den Briten verhaftet und in einem Kriegsgefangenenlager in England interniert. 1946 wurde Schirmeister von den Briten per Flugzeug von London nach Deutschland gebracht und in das Verhörzentrum der britischen Militärpolizei in Minden an der Weser gebracht. Von dort wurde er – zusammen mit dem ehemaligen Kommandanten von Auschwitz Rudolf Höß – nach Nürnberg verlegt, um als Zeuge in den Nürnberger Prozessen auszusagen.
Einige Jahre später emigrierte er nach Chile.

## Schriften
Herausgeber
- Joseph Goebbels: Das Eherne Herz, Reden und Aufsätze aus den Jahren 1941/42, München 1943. (Sammlung von Goebbelsreden)
- Joseph Goebbels: Der Steile Aufstieg. Reden und Aufsätze aus den Jahren 1942/43, München 1944. (Sammlung von Goebbelsreden)